# Contea di Manatee
La contea di Manatee (in inglese Manatee County) è una contea della Florida, negli Stati Uniti. Il suo capoluogo amministrativo è Bradenton.
Ogni gennaio si tiene la Fiera della Contea.

## Geografia fisica
La contea ha un'area di 2 312 km² di cui il 16,99% è coperta d'acqua. Fa parte dell'Area Statistica Metropolitana di Sarasota-Bradenton-Venice.

### Contee confinanti
- Contea di Hillsborough - nord
- Contea di Polk - nord-est
- Contea di Hardee - est
- Contea di DeSoto - sud-est
- Contea di Sarasota - sud

## Storia
La contea di Manatee venne creata nel 1855 e il nome deriva dal lamantino, un animale marino noto anche come "mucca del mare".

## Città principali

Mappa - I numeri corrispondono alle città sulla sinistra

1. Anna Maria
2. Bradenton
3. Bradenton Beach
4. Holmes Beach
5. Longboat Key
6. Palmetto

## Politica
| Anno | Repubblicani | Democratici | Altri |
| ---- | ------------ | ----------- | ----- |
| 2004 | 56,6%        | 42,7%       | 0,7%  |
| 2000 | 52,6%        | 44,6%       | 2,8%  |
| 1996 | 45,6%        | 43,2%       | 11,2% |
| 1992 | 42,6%        | 33,8%       | 23,6% |
| 1988 | 66,4%        | 34,1%       | 0,5%  |